# 1. FC Viktorie Přerov
1. FC Viktorie Přerov (celým názvem: První Football Club Viktorie Přerov) je český fotbalový klub, který sídlí v Přerově v Olomouckém kraji. Založen byl v roce 2011 po fúzi klubů FK Viktorie Přerov a 1. FC Přerov. Od sezóny 2018/19 hrál divizi – ve skupině „E“ (4. nejvyšší soutěž). Od sezóny 2024/2025 hraje Olomoucký KP. Klubové barvy jsou modrá a bílá.
Své domácí zápasy odehrává na městském stadionu Přerov s kapacitou 3 000 diváků.
Od roku 2023 začala podporovat přerovské "Áčko" skupina fanoušků (ultras), kteří si říkají VIKTORKA SUPPORTERS.

## Umístění v jednotlivých sezonách
Stručný přehled
Zdroj: 
- 2011–2012: Divize D
- 2012–2015: Divize E
- 2015–2016: Divize D
- 2016–2017: Divize E
- 2017–2018: Přebor Olomouckého kraje
- 2018–2024: Divize E
- 2024–: Přebor Olomouckého kraje

Jednotlivé ročníky
Zdroj: 
Legenda: Z – zápasy, V – výhry, R – remízy, P – porážky, VG – vstřelené góly, OG – obdržené góly, +/- – rozdíl skóre, B – body, červené podbarvení – sestup, zelené podbarvení – postup, fialové podbarvení – reorganizace, změna skupiny či soutěže
| Česko (2011 – ) |                          |        |    |    |       |    |    |    |     |    |        |
| Sezóna          | Soutěž                   | Úroveň | Z  | V  | R     | P  | VG | OG | +/− | B  | Pozice |
| 2011/12         | Divize D                 | 4      | 30 | 8  | 12    | 10 | 45 | 50 | −5  | 36 | 12.    |
| 2012/13         | Divize E                 | 4      | 30 | 13 | 8     | 9  | 52 | 41 | +11 | 47 | 2.     |
| 2013/14         | Divize E                 | 4      | 30 | 10 | 7     | 13 | 42 | 45 | −3  | 37 | 12.    |
| 2014/15         | Divize E                 | 4      | 30 | 10 | 8     | 12 | 41 | 51 | −10 | 38 | 11.    |
| 2015/16         | Divize D                 | 4      | 30 | 11 | 4     | 15 | 39 | 45 | −6  | 37 | 10.    |
| 2016/17         | Divize E                 | 4      | 30 | 8  | 9     | 13 | 36 | 49 | −13 | 33 | 15.    |
| 2017/18         | Přebor Olomouckého kraje | 5      | 26 | 15 | 2 / 2 | 7  | 56 | 28 | +28 | 51 | 3.     |
| 2018/19         | Divize E                 | 4      | 30 | 4  | 7     | 19 | 29 | 69 | −40 | 19 | 15.    |
| 2019/20 **      | Divize E                 | 4      | 13 | 4  | 1     | 8  | 14 | 32 | −18 | 13 | 11.    |
| 2020/21 **      | Divize E                 | 4      | 10 | 6  | 0     | 4  | 26 | 22 | +4  | 18 | 5.     |
| 2021/22         | Divize E                 | 4      | 26 | 17 | 5     | 4  | 75 | 26 | +49 | 56 | 2.     |
| 2022/23         | Divize E                 | 4      | 26 | 6  | 5     | 15 | 32 | 57 | −25 | 23 | 13.    |
| 2023/24         | Divize E                 | 4      | 30 | 7  | 5     | 18 | 27 | 65 | −38 | 26 | 16.    |
| 2024/25         | Přebor Olomouckého kraje | 5      | 30 | 13 | 6     | 11 | 61 | 56 | +5  | 45 | 8.     |

**= sezona předčasně ukončena v dubnu 2020 z důvodu pandemie covidu-19.

## 1. FC Viktorie Přerov „B“
1. FC Viktorie Přerov „B“ byl rezervní tým Přerova, který hrál naposled I. B třídu Olomouckého kraje (7. nejvyšší soutěž) v sezóně 2016/17. Rezervní tým vznikl v roce 2011 z bývalého týmu Viktorie Přerov.

### Umístění v jednotlivých sezonách
Stručný přehled
Zdroj: 
- 2011–2012: Okresní soutěž Přerovska – sk. A
- 2012–2013: Okresní přebor Přerovska
- 2013–2014: bez soutěže
- 2014–2017: I. B třída Olomouckého kraje – sk. A

Jednotlivé ročníky
Zdroj: 
Legenda: Z – zápasy, V – výhry, R – remízy, P – porážky, VG – vstřelené góly, OG – obdržené góly, +/- – rozdíl skóre, B – body, červené podbarvení – sestup, zelené podbarvení – postup, fialové podbarvení – reorganizace, změna skupiny či soutěže
| Česko (2011 – 2017) |                                              |                                              |                                              |                                              |                                              |                                              |                                              |                                              |                                              |                                              |                                              |
| Sezóna              | Soutěž                                       | Úroveň                                       | Z                                            | V                                            | R                                            | P                                            | VG                                           | OG                                           | +/−                                          | B                                            | Pozice                                       |
| 2011/12             | Okresní soutěž Přerovska – sk. A             | 9                                            | 26                                           | 20                                           | 4                                            | 2                                            | 84                                           | 35                                           | +49                                          | 64                                           | 2.                                           |
| 2012/13             | Okresní přebor Přerovska                     | 8                                            | 26                                           | 8                                            | 8                                            | 10                                           | 51                                           | 62                                           | −11                                          | 32                                           | 11.                                          |
| 2013/14             | B-mužstvo nebylo přihlášeno v žádné soutěži. | B-mužstvo nebylo přihlášeno v žádné soutěži. | B-mužstvo nebylo přihlášeno v žádné soutěži. | B-mužstvo nebylo přihlášeno v žádné soutěži. | B-mužstvo nebylo přihlášeno v žádné soutěži. | B-mužstvo nebylo přihlášeno v žádné soutěži. | B-mužstvo nebylo přihlášeno v žádné soutěži. | B-mužstvo nebylo přihlášeno v žádné soutěži. | B-mužstvo nebylo přihlášeno v žádné soutěži. | B-mužstvo nebylo přihlášeno v žádné soutěži. | B-mužstvo nebylo přihlášeno v žádné soutěži. |
| 2014/15             | I. B třída Olomouckého kraje – sk. A         | 7                                            | 26                                           | 9                                            | 6                                            | 11                                           | 61                                           | 68                                           | −7                                           | 33                                           | 10.                                          |
| 2015/16             | I. B třída Olomouckého kraje – sk. A         | 7                                            | 26                                           | 12                                           | 1                                            | 13                                           | 43                                           | 48                                           | −5                                           | 37                                           | 7.                                           |
| 2016/17             | I. B třída Olomouckého kraje – sk. A         | 7                                            | 26                                           | 7                                            | 1 / 4                                        | 14                                           | 48                                           | 65                                           | −17                                          | 27                                           | 13.                                          |